# Pareutaenia flavostellata
Pareutaenia flavostellata là một loài bọ cánh cứng trong họ Cerambycidae.